# Ecdòtica
Ecdòtica és com s'anomena també la crítica textual o crítica menor, una branca de la filologia. És la ciència que cerca d'editar textos en la forma més fidel possible a la voluntat original de l'autor. Es refereix a l'eliminació d'errors de transcripció. Es val de ciències auxiliars com la codicologia, la paleografia i la filologia. De les edicions que es realitzen amb criteris ecdòtics se'n diuen edicions crítiques o edicions filològiques. Els transcriptors cometien errors o alteraven el text quan copiaven a mà els manuscrits. Davant d'una o diverses còpies d'un manuscrit, la crítica textual pretén reconstruir el text original tan proper a l'original com sigui possible.
L'ecdòtica és força valuosa a l'hora d'editar textos transmesos de manera fragmentària o incompleta, quan l'original pot haver desaparegut, o quan només s'han trobat còpies d'un text que sovint difereixen. Aquesta tècnica filològica s'aplica a la reconstrucció de textos que s'han desfigurat per mor del pas del temps, la tradició manuscrita, la pèrdua d'originals, l'absència de còpies fiables, etc. Des d'aquest punt de vista, l'ecdòtica es pot considerar l'arqueologia del text.

## Breu història de l'ecdòtica
Els primers filòlegs preocupats per la integritat i fidelitat de l'edició d'obra escrita van ser els filòlegs alexandrins que van editar les obres d'Homer. A l'edat mitjana, el filòleg romà i pare de l'Església sant Jeroni va estudiar grec i llatí i va establir un cànon de textos sagrats per al Cristianisme, la Bíblia coneguda com a Vulgata. Després vindria l'Humanisme del Renaixement a realitzar la mateixa tasca per a la literatura grecollatina clàssica que s'intentava fer renéixer. Al segle xix Karl Lachmann va fer els primers intents seriosos per superar de forma científica el procediment impressionista d'esmena d'errors (emendatio ope ingenii) dels humanistes. En aquest sentit va fer també contribucions Gaston Paris. D'altra banda, Henri Quentin (Essais de critique textuelle (Ecdotique), París, A. Picard, 1926) va idear un altre mètode, el mètode reconstructiu, i Joseph Bédier ("La tradition manuscrite du Lai de l'ombre. Réflexions sur l'art d'éditer les anciens textes", Romania, 54 (1928), p. 161-196, 321-356 [reimprès a Paris, Champion, 1970]) va trobar algunes errades en el mètode de Lachmann tot editant el Lai de l'ombra: no preveia les contaminacions "horitzontals" entre diversos textos simultàniament. El neolachmannisme, però, va ressorgir amb força com un mal menor (Sebastiano Timpanaro; Cesare Segre). No obstant això, l'era electrònica i el concepte d'hipertext han vingut a complicar notablement el panorama, que en alguna cosa ha contribuït a aclarir Gérard Genette amb la seva classificació de relacions textuals.

## Problemes i perills de l'ecdòtica
Un defecte comú de les edicions impreses és, d'una banda, l'abundància d'errades o errors, l'acumulació porta a desfigurar el text, i d'altra banda la manca de sentit crític a l'hora d'escollir el millor text per a realitzar una edició. Del text d'una edició, doncs, cal escollir la seva fidelitat a l'original de l'autor, si no és l'original mateix. El conjunt de textos que transmet una obra determinada es denomina en crítica textual tradició. Entre aquests còdexs cal escollir el millor text, i no sempre és possible trobar el text més fidel d'entre un determinat nombre de llibres o manuscrits que transmeten una obra: de vegades és necessari reconstruir un text perdut que es conserva fragmentat, deformat o amb irregularitats entre diversos testimonis dispersos i moltes vegades els textos que es conserven d'una obra en la tradició difereixen en un passatge determinat, que es veu alterat o corrupte. Això exigeix un gran esforç crític per presentar un text homogeni i fidel i un judici científic molt fi per trobar una lectio difficilior (lectura més propera al passatge original de l'autor) en comptes d'una lectio facilior (lectura errònia i allunyada del text original). Per exemple, en les edicions de Garcilaso de la Vega va aparèixer aquest vers "y de las verdes hojas" en la publicació de 1543 juntament amb l'obra de Juan Boscán, però en un manuscrit apareix "y de las verdes ovas". Si tant en un com en altre text la lectura és correcta i forja sentit, quina és la correcta? Durant el Renaixement es va pensar que la més enginyosa (emendatio ope ingenii) fora la correcta, fins que al segle xix el filòleg Karl Lachmann (1793 - 1851) va començar a utilitzar criteris més científics per evitar els errors que provoca la perillosa intuïció.
Un text antic pot haver estat difós a través de tres tradicions diferents segons el procediment de transmissió: la manuscrita, la impresa i l'oral. Cadascuna genera una tipologia diferent d'errors de còpia. A aquestes tradicions pot afegir modernament una més, la transmissió electrònica, que genera una tipologia d'errors mecanitzats també diferent. En el cas del manuscrit, aquest pot ser autògraf (de l'autor) o apògraf (còpia d'un altre). Quan conservem un manuscrit sabem que és original si és autògraf. A partir del segle xviii en la major part dels països es comencen a regular els drets d'autor, per la qual cosa no es publica res sense autorització de l'autor i és important en el cas dels impresos: el text imprès de vegades és superior al manuscrit perquè el manuscrit ha estat corregit o és l'edició revisada per l'autor, o l'edició es basa en un bon manuscrit no conegut. Actualment les edicions són revisades per l'autor: correcció de proves. Per exemple, a La Regenta es llegeix "un gabinete viejo" i passats 70 anys de la mort de Clarín es demostra que la veritable expressió era "un gabinete rojo" mirant els manuscrits originals de l'autor. D'altra banda, en la transmissió els textos hi poden haver altres tipus d'estralls relacionats amb la cultura: la censura, l'adaptació, el resum, l'allargament... Tiempos de silencio, de Luis Martín Santos, per exemple, té avui 20 pàgines més que en 1969, quan es va editar amb pàgines censurades en temps de Franco.
La codicologia ensenya com descriure i estudiar els còdexs manuscrits. La crítica textual, com advertir els errors de còpia, esmenar i editar un text amb fidelitat a l'original perdut o arquetip. Per a això es reconstrueix un arbre de testimonis escrits d'una obra anomenat stemma, que serveix per orientar a l'editor a través de la tradició que ha transmès un text. Els errors de còpia, segons va estatuir Karl Lachmann, creador del mètode lachmannià d'edició de textos que porta el seu nom, serveixen per a separar les branques d'aquest arbre establint diferents vies de transmissió. D'aquesta manera s'estableixen famílies de textos per un text original del qual descendeix un grup d'obres.

## Eclecticisme
L'eclecticisme es refereix a la pràctica de consultar una àmplia diversitat de testimonis d'un determinat original. La pràctica es basa en el principi que en les històries més independents de transmissió és menys probable que es transmetin els mateixos errors. El que un omet, l'altre podria conservar-lo; el que un afegeix, l'altre probablement no ho afegiu. L'eclecticisme permet fer inferències que puguin ser elaborades cap al text original, basades en l'evidència del contrast entre els testimonis.

## Grups de recerca
Dins el marc universitari català, un dels grups de recerca vigents en ecdòtica és el GRECUB.